# Alexandru Nilca
Alexandru Nilca (Ungerska:Sándor Nyilka), född den 6 november 1945 i Târgu Mureș, Rumänien, är en rumänsk fäktare som tog OS-brons i herrarnas lagtävling i sabel i samband med de olympiska fäktningstävlingarna 1976 i Montréal.